# Neanura citronella
Neanura citronella är en urinsektsart som beskrevs av Carpenter 1904. Neanura citronella ingår i släktet Neanura och familjen Neanuridae. Inga underarter finns listade i Catalogue of Life.